# Hec Gervais
Hector J. Gervais (ur. 1934; zm. 19 lipca 1997), kanadyjski curler, mistrz świata 1961, dwukrotny mistrz Kanady.
Gervais w 1960 dołączył do zespołu trzykrotnego mistrza kraju, Matta Baldwina, wbrew oczekiwaniom drużyna nie wygrała mistrzostw Alberty (przegrała finał ze Stu Beagles) i po tym sezonie rozpadła się. Hector stworzył własną drużynę i w 1961 zdołał wygrać rozgrywki prowincjonalne. Alberta wygrała MacDonald Brier i wystąpiła na MŚ 1961. Kanadyjczycy pokonując w finale 12:7 Szkotów (Willie McIntosh) zdobyli trzeci tytuł mistrzów świata z kolei. 
W 1962 zespół Gervaisa ponownie wystąpił na the Brier, reprezentacja Alberty awansowała do fazy play-off i po porażce z Erniem Richardsonem zajęła 2. miejsce. W następnych latach zmieniał członków swoich drużyn i nie mógł wygrać turnieju prowincjonalnego. Dopiero po ośmiu latach, w 1970, Hec wystąpił w mistrzostwach kraju. Jego ekipa zdobyła ponownie srebrne medale, tym razem przegrywając ostatni mecz przeciwko Manitobie (Don Duguid).
Ostatni występ na mistrzostwach kraju miał miejsce w 1974. Z bilansem 8-2 zdobył złoty medal. Na Mistrzostwach Świata 1974 Gervais awansował do fazy play-off, turniej ten zakończył jednak na 4. miejscu - w półfinale przegrał ze Szwecją (Jan Ullsten) 8:7.
19 lipca 1997, w wieku 63 lat Hec Gervais zmarł w wyniku ataku serca. Z problemami sercowymi borykał się od ponad 20 lat.

## Drużyna
|           | Czwarty     | Trzeci        | Drugi         | Otwierający    |
| --------- | ----------- | ------------- | ------------- | -------------- |
| 1973/1974 | Hec Gervais | Ron Anton     | Warren Hansen | Darrel Sutton  |
| 1969/1970 | Hec Gervais | Bill Mitchell | Wayne Saboe   | Bill Tainsh    |
| 1961/1962 | Hec Gervais | Ron Anton     | Ray Werner    | Wally Urusliak |
| MŚ 1961   | Hec Gervais | Ray Werner    | Vic Raymer    | Wally Urusliak |
| 1960/1961 | Hec Gervais | Ron Anton     | Ray Werner    | Wally Urusliak |